# Diversidad sexual en Irlanda

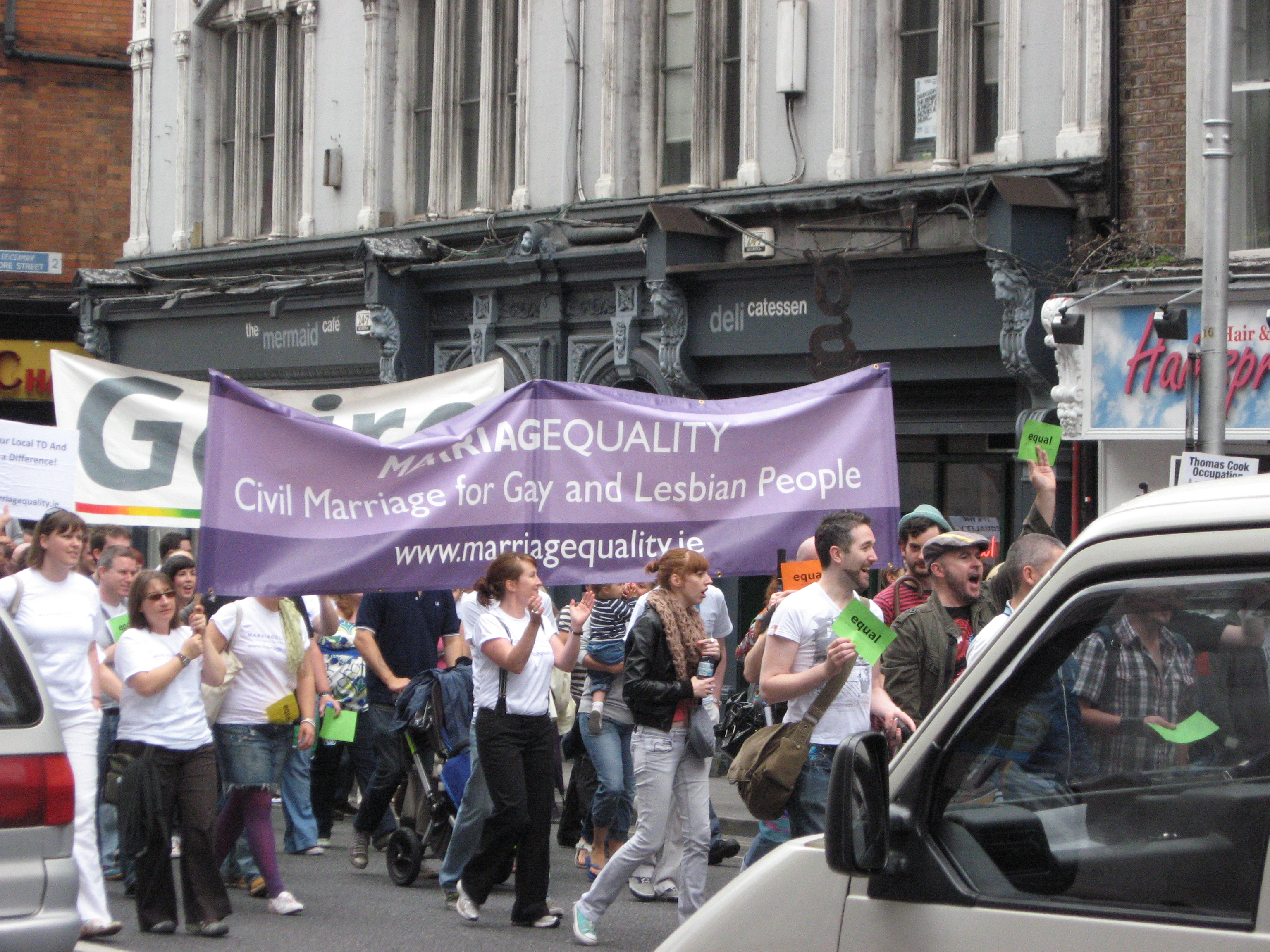
Manifestación en Dublín a favor del matrimonio entre personas del mismo sexo.

La diversidad sexual en Irlanda está ampliamente aceptada. Existe reconocimiento legal del matrimonio entre las parejas del mismo sexo, aprobado por referéndum, además de la unión, aprobada en el Parlamento de Irlanda. 

## Legislación
La homosexualidad fue descriminalizada en 1993, como resultado de la llamada Campaña para la Reforma de la Ley Homosexual.
Las leyes que penalizaban la homosexualidad en Irlanda databan del siglo XIX. En 1861 la Ley de Ofensas Contra la Persona y en 1885 una enmienda a la Ley Criminal, ambas dictadas por el Parlamento del Reino Unido antes de la independencia irlandesa, penalizaban la homosexualidad en el país. Una vez conseguida la independencia Irlanda permaneció con estas leyes, mientras el Reino Unido las abolió en 1967.
En la década de los setenta comenzó la llamada Campaña para la Reforma de la Ley Homosexual, fundada entre otros por el senador David Norris, Mary Robinson y la antigua Presidenta de Irlanda, Mary McAleese. 

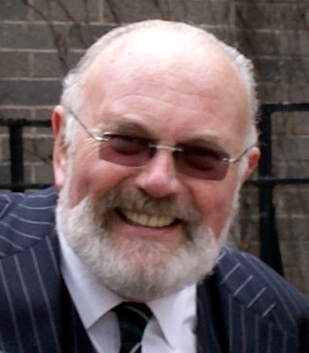
David Norris, uno de los fundadores de la Campaña para la Reforma de la Ley Homosexual.

En 1983 Norris llevó infructuosamente el caso de la descriminalización al Tribunal Supremo, pidiendo el cambio constitucional de las leyes. Los jueces por mayoría de 3 a 2 falló que la "criminalización era un servicio a la salud pública y a la institución del matrimonio" y estaba basada en la "cristiana y democrática naturaleza del Estado irlandés."   
En 1988 Norris llevó el caso al Tribunal Europeo de Derechos Humanos arguyendo que la ley irlandesa era incompatible con la Convención Europea de los Derechos Humanos. El Tribunal dictaminó en el caso Norris v. Ireland que la criminalización de la homosexualidad en la República violaba el artículo 8 de la Convención, el cual garantiza el derecho a la privacidad de los asuntos personales. El Parlamento irlandés despenalizó finalmente la homosexualidad cinco años después, (durante el gobierno de coalición de Fianna Fáil con los laboristas de 1992-1994) cuando el ministro de Justicia, Maire Geoghegan-Quinn incluye la descriminalización en un proyecto de ley que hacía frente a varios delitos sexuales. Ninguno de los partidos con representación parlamentaria se opuso a la medida. La encargada de firmar el proyecto fue precisamente Mary Robinson, Presidenta de Irlanda, pública defensora de los derechos LGBT y que había representado a Norris como abogada en el Tribunal Europeo de Derechos Humanos. 
La Ley de Prohibición de la Incitación al Odio de 1989 no permite que se pueda llamar al odio sobre la base de la orientación sexual.
La discriminación por razón de orientación sexual fue prohibida en 1998 en la Ley de Igualdad en el Empleo y en 2000 en la Ley de Igualdad. Estas leyes prohíben la discriminación en cualquiera de los siguientes campos: empleo, formación profesional, publicidad, convenios colectivos, oferta de bienes y servicios y otra oportunidades disponibles al público. 
La sección 37 de la ley de Igualdad en el Empleo, sin embargo, permite a las organizaciones religiosas y a las instituciones médicas y de enseñanza discriminar por razón de orientación sexual en el empleo si consideran que la no discriminación socava su espíritu religioso. Diversas organizaciones de la sociedad civil como el Congreso Irlandés de Sindicatos, la Organización Nacional de Profesores Irlandeses o el Partido Laborista abogan por la abolición de este artículo. 
Aparte del acceso al matrimonio las personas LGBT tienen otras prohibiciones como la donación de sangre. La adopción conjunta por parte de parejas de personas del mismo sexo no está reconocida. Si lo está el acogimiento familiar y la adopción individual de personas LGBT.

## Parejas del mismo sexo
Con la formación en 2007 de un gobierno de coalición formado por el Partido Verde, el Fianna Fáil y los Demócratas Progresistas el reconocimiento legal de las parejas homosexuales entró en el debate político. El ex primer ministro de Irlanda, Bertie Ahern dijo que la unión civil se aprobaría durante su gobierno.
El 24 de junio de 2009 fue presentado en el parlamento un proyecto de ley de unión civil, la Civil Partnerships Bill, cuyos trámites parlamentarios están previsto que finalicen a mediados de 2010. El proyecto de ley de Unión Civil fue publicado el 26 de junio de 2009, y fue objeto de debate el 3 de diciembre de 2009. La ley ha sido resultado del consenso logrado entre los partidos que conforman la coalición de gobierno. Sin embargo la mayoría de asociaciones de defensa de los Derechos Humanos se han mostrado cautos ante la legislación propuesta, ya que la ley no reconoce todos los derechos del matrimonio a las parejas del mismo sexo. Además no se contempla el derecho a la adopción. Amnistía Internacional ha criticado la propuesta argumentando que la unión civil creará ciudadanos de segunda clase.

## Situación social
Según el resultado de una encuesta de 2008, el 84% de los irlandeses está de acuerdo con el matrimonio o la unión civil para las parejas del mismo sexo. El matrimonio es apoyado por el 52%, mientras que el porcentaje de los que creen que las parejas del mismo sexo sólo deberían optar por la unión civil es del 60%.  Otra encuesta de octubre de 2008 revela que un 61% de los irlandeses está de acuerdo con el matrimonio entre personas del mismo sexo y un 58% de los que tienen menos de 50 años están de acuerdo con la adopción homoparental, sin embargo sólo un 33% de los mayores de 50 años están a favor de esta medida. El 54% de los irlandeses cree que la definición de familia de la Constitución Irlandesa debería ser modificada para incluir a las familias homoparentales. En febrero de 2009 Marriage Equality encargó un estudio en el que se indica que el 62% de los irlandeses están a favor de que las parejas del mismo sexo accedan al matrimonio.
Actualmente los partidos políticos que apoyan una legislación que reconozca el matrimonio para las parejas del mismo sexo son el Partido Laborista, el Partido Verde, el Partido Socialista y el Sinn Fein.